# Джакар-лакханг

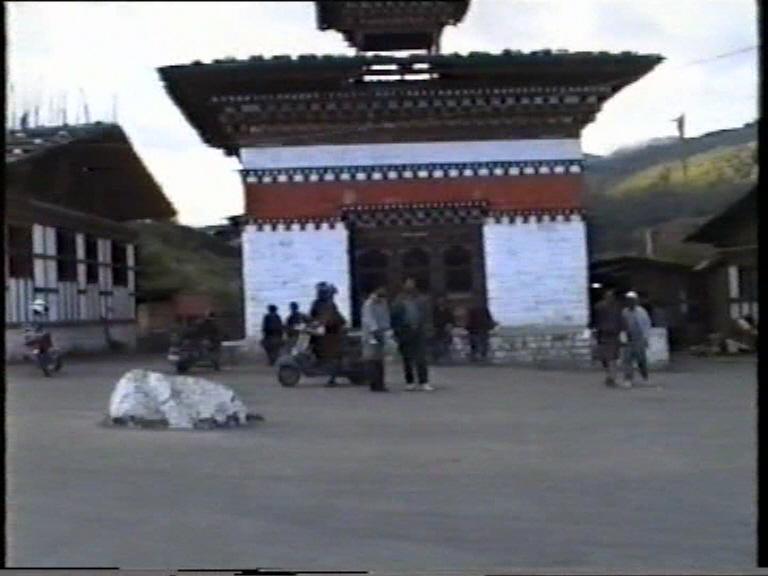
Храм Джакар-лакханг в центре Джакара

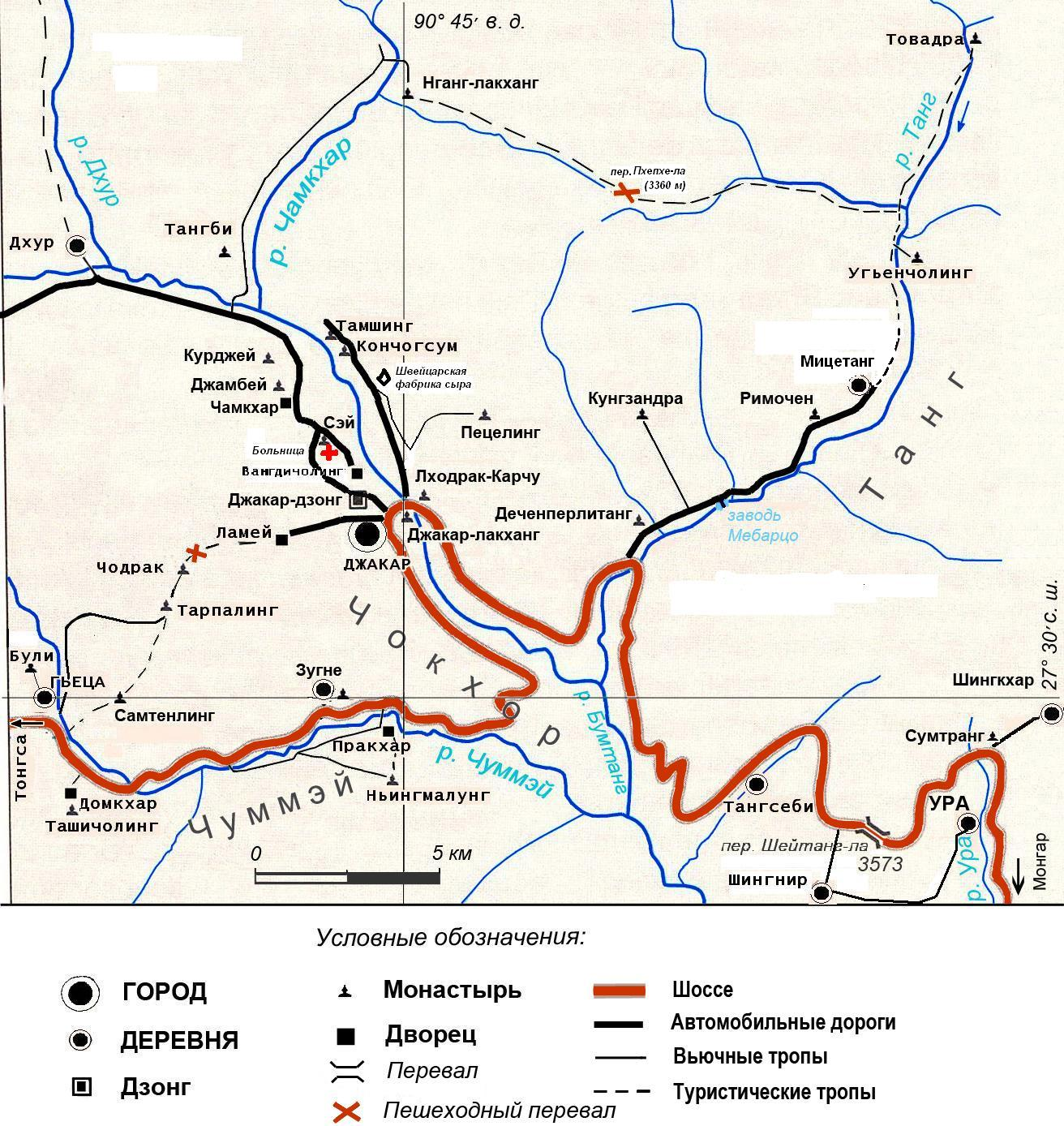
Карта центральной части Бумтанга

Джакар-лакханг (дзонг-кэ བྱ་དཀར་􀭨་ཁང་།, вайли byadkar lhakhamg, лат. byakar lhakhang) — буддийский храм школы Ньингма, расположенный в самом центре города Джакар в Бумтанге, Бутан. Храм знаменит великолепными тангками (в частности изображением Ушнишавиджая в чортене) и статуей Гуру Ринпоче.
Монастырь основал в 1445 году последователь Дордже Лингпа. Предположительно перестраивался в XIX веке, храм расписывал Шабдрунг Джигме Чогьел (1862—1904).